# Raymond Lee Newcomb
Raymond Lee Newcomb (Salem, 31 décembre 1849 - Danvers, 28 juin 1918) est un explorateur, naturaliste et astronome américain.

## Biographie
Naturaliste et astronome de l'Expédition Jeannette (1879-1881), il en est un des treize survivants. Il s'installe à son retour à Salem comme taxidermiste et y finit sa vie.

## Œuvre
- Our lost explorers : the narrative of the Jeannette Arctic expedition as related by the survivors, and in the records and last journals of Lieutenant De Long with graphic descriptions of Arctic Siberia, the Lena and its Delta, the native and exiled inhabitants of the country, etc.; and Mr. Newcomb’s narrative of a winter overland journey from the Arctic Ocean to St. Petersburg (avec Richard W. Bliss, 1882)

## Hommage
- L'île Newcomb dans l'archipel François-Joseph a été nommée en son honneur.
- Médaille Jeannette